# Lotta Engberg
Lotta Engberg   (Överkalix, 5 de març de 1963) és una cantant sueca.
En 1987 va representar a Suècia en el festival d'Eurovisió, després de vèncer en el Melodifestivalen amb la cançó "Fyra Bugg & en Coca Cola". A Brussel·les va quedar 12a amb 50 punts.

## Trajectòria al Melodifestivalen (solo)
- 1987 amb Fyra Bugg & en Coca Cola (1a)
- 1990 amb En gång till (8a)
- 1996 amb Juliette & Jonathan (3a)
- 2002 amb Vem é dé du vill ha (3a)
- 2012 amb Don't Let Me Down (fora de la final)

## Trajectòria en el festival d'Eurovisió (solo)
- 1987 amb Fyra Bugg & en Coca Cola ("Boogaloo") (3a)

## Discografia

### Àlbums
- Fyra Bugg & en Coca Cola (1987)
- Fyra Bugg & en Coca Cola och andra hits (2003)
- Kvinna & man (Lotta Engberg & Jarl Carlsson, 2005)
- världens bästa lotta (2006)
- Jul hos mig (2009)
- Lotta & Christer (2012, Lotta Engberg & Christer Sjögren)